# 八潮悠子
八潮 悠子（やしお ゆうこ、1932年4月29日 - 2017年10月31日）は日本の女優。

## 来歴
東京都出身。本名倉岡（旧姓・真壁）璄子。
1949年、松竹歌劇団に5期生として入る。同期に草笛光子、富永美沙子らがいた。
1954年、大映東京撮影所に入社。「慕情」でデビュー。「鬼斬り若様」（1955年）では市川雷蔵の相手役を演じ、「ブルーバ」（1956年）ではヒロインとして準主演。中堅女優として活躍した。
1963年、結婚して退社し渡米。夫が創設した日本料理店「レストランニッポン」をマダムとして支えた。
その傍ら長年にわたり伊達公子ら日本人テニスプレーヤーをサポートしていた。
2017年10月31日、ニューヨーク市内の病院で入院中の夫を見舞った際に倒れ心不全のため死去。

## 出演
- 慕情　（1954年、大映東京）
- 月よりの使者　（1954年、大映東京）
- 荒城の月　（1954年、大映東京）
- 螢の光　（1955年、大映東京）
- 哀しき富士の白雪よ　（1955年、大映東京）
- 鬼斬り若様　（1955年、大映京都）
- 東京暴力団　（1955年、大映東京）
- 母笛子笛 　（1955年、大映東京）
- ブルーバ　（1955年、大映東京）
- 弾痕街 　（1955年、大映東京）
- しゃぼん玉親爺 　（1955年、大映東京）
- 火花 　（1955年、大映東京）
- 屋根裏の女たち 　（1955年、大映東京）
- ねんねこ社員 　（1955年、大映東京）
- 母を求める子ら 　（1956年、大映東京）
- スタジオは大騒ぎ 　（1956年、大映東京）
- 月形半平太　花の巻　嵐の巻 　（1956年、大映京都）
- 愛の海峡 　（1956年、大映東京）
- 第三非常線 　（1956年、大映東京）
- 君を愛す 　（1956年、大映東京）
- スタジオはてんやわんや 　（1957年、大映東京）
- 慕情の河 　（1957年、大映東京）
- 永すぎた春 　（1957年、大映東京）
- 湖水物語 　（1957年、大映東京）
- 夜の蝶 　（1957年、大映東京）
- 真昼の対決 　（1957年、大映東京）
- 青空娘 　（1957年、大映東京）
- 花嫁立候補 　（1957年、大映東京）
- 新婚七つの楽しみ 　（1958年、大映東京）
- 母 　（1958年、大映東京）
- 南氏大いに惑う 　（1958年、大映東京）
- 赤線の灯は消えず 　（1958年、大映東京）
- 夜の素顔 　（1958年、大映東京）
- 共犯者 　（1958年、大映東京）
- 細雪 　（1959年、大映東京）
- 最高殊勲夫人 　（1959年、大映東京）
- 夜の闘魚 　（1959年、大映東京）
- 氾濫 　（1959年、大映東京）
- いつか来た道 　（1959年、大映東京）
- 川向うの白い道　（1959年、大映東京）
- 貴族の階段 　（1959年、大映東京）
- 闇を横切れ 　（1959年、大映東京）
- 流転の王妃 　（1960年、大映東京）
- 女妖 　（1960年、大映東京）
- 誰よりも君を愛す 　（1960年、大映東京）
- 三人の顔役 　（1960年、大映東京）
- 東京の空の下で 　（1961年、大映東京）
- この青年にご用心 　（1961年、大映東京）
- 誰よりも誰よりも君を愛す 　（1961年、大映東京）
- 女は二度生れる 　（1961年、大映東京）
- 命みじかし恋せよ乙女 　（1961年、大映東京）
- 男の銘柄　（1961年、大映東京）
- 誘拐　（1962年、大映東京）
- 閉店時間　（1962年、大映東京）
- 若い樹々　（1963年、大映東京）
- 夜の配当　（1963年、大映東京）